# Marc Latupeirissa
Marc Latupeirissa ('s-Hertogenbosch, 13 september 1970) is een Nederlands voormalig betaald voetballer. Na beëindiging van zijn voetballoopbaan rondde hij een studie Nederlands recht af aan de Universiteit van Tilburg en ging hij werken als bedrijfsjurist en in het ondernemingsrecht.
Na zijn actieve carrière werd Latupeirissa voetbaltrainer, van onder meer het tweede elftal van amateurclub RKDVC uit Drunen. Vanaf 1 juli 2014 is hij algemeen directeur van voetbalclub FC Den Bosch.

## Overzicht clubcarrière
| Seizoen | Club          | Competitie     | Wedstrijden | Doelpunten |
| ------- | ------------- | -------------- | ----------- | ---------- |
| 1989/90 | Willem II     | Eredivisie     | 3           | 0          |
| 1990/91 | Willem II     | Eredivisie     | 3           | 0          |
| 1991/92 | Willem II     | Eredivisie     | 13          | 0          |
| 1992/93 | Willem II     | Eredivisie     | 24          | 1          |
| 1993/94 | Willem II     | Eredivisie     | 11          | 1          |
| 1994/95 | Willem II     | Eredivisie     | 31          | 0          |
| 1995/96 | Willem II     | Eredivisie     | 15          | 0          |
| 1995/96 | FC Den Bosch  | Eerste divisie | 11          | 0          |
| 1996/97 | Helmond Sport | Eerste divisie | 21          | 1          |
| Totaal  | Totaal        | Totaal         | 132         | 3          |